# 柳鸦芦雁图
《柳鸦芦雁图》为宋徽宗的花鸟画作品，纸本设色，纵34厘米，横223.2厘米，现藏于上海博物馆。
《柳鸦芦雁图》中的柳鸦部分，带着相当的写意成分，判定为徽宗亲笔，头顶和腹部施以白粉，而身体黝黑。